# Rejon chorolski
Rejon chorolski – jednostka administracyjna w składzie obwodu połtawskiego Ukrainy.
Powstał w 1923. Ma powierzchnię 1000 km² i liczy około 42 tysięcy mieszkańców. Siedzibą władz rejonu jest Choroł.
W skład rejonu wchodzą 1 miejska rada oraz 18 silskich rad, obejmujących 92 wsie.